# Nymphenburg
Schloss Nymphenburg är ett slott i München i Bayern i Tyskland. 
Jaktslottet Nymphenburg, ca 15 minuter från München Hauptbahnhof med spårvagn, var de regerande furstarna av Bayerns (huset Wittelsbach) favoritslott under sommaren. Flera av dem tog del i skapandet av detta slott från år 1664 till år 1806.
Nymphenburg beskrivs år 1785 av klosterbibliotekarien Johannes Nepomuk Hauntinger från Sankt Gallen (Schweiz) som följer: "Samlingen av byggnader är storslagen här, de bildar tillsammans en helt liksidig amfiteater som är exceptionellt vacker. Mitten av amfiteatern domineras av det strålande palatset, med sin entré av två flankerande marmortrappor, besmyckade med balustrader, vaser och lejon. Från båda sidor av denna mittbyggnad löper en halvcirkel av byggnader vilka kan ses samtidigt och bildar en perfekt symmetri".
Nymphenburg började byggas år 1664 av kurfursten Ferdinand Maria av Bayern (reg. 1651–1679) som gåva till sin hustru Henrietta Adelaide av Savojen, syster till Karl Emanuel II av Turin, när hon fött deras förste son Max Emanuel av Bayern.

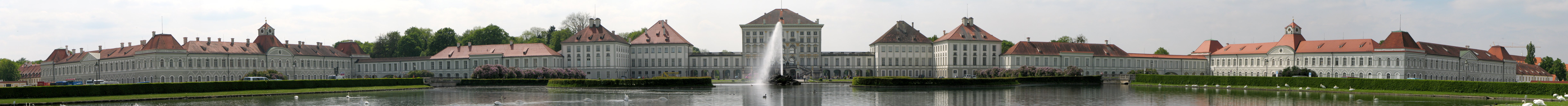
Panoramavy över Schloss Nymphenburg

## Historia

### UnderFerdinand Maria av BayernochHenrietta Adelaide av Savojen1663–1679
Marken och gården Kemnat, väster om München, inköptes 1 juli 1663 för 10 000 floriner, och redan samma år gavs i uppdrag åt den norditalienske arkitekten Agostino Barelli att uppföra en italiensk "villa", ett mindre slott med fem våningar och en trädgårdspark. Taket lades redan år 1675.

### Under Max Emanuel 1679–1726
Palatset fortsatte att byggas och utvecklas fram till Henriettes död år 1676, och efter att Ferdinand Maria dött år 1679, övertogs den kurfursteliga tronen av sonen Max Emanuel av Bayern. Han tillbringade mycket tid utomlands på grund av det turkiska kriget och uppdraget som guvernör över Spanska Nederländerna, och först efter återkomsten till München år 1701 kunde han fortsätta arbetet med Nymphenburg.
Arkitekten Henrico Zucalli från Reverdero i södra Graubünden, som redan hade arbetat med slotten Lustheim, Schleissheim och theatinerkyrkan i München, utvidgade nu huvudbyggnaden (som än idag är förhållandevis intakt efter originalet) med flyglar sammanbundna med lättare gallerier, med flertal öppningar in mot slottsparken, vilket skiljer denna arkitektur från tex. det kompakta Versailles. Interiören domineras av den stora hallen, dekorerad med Dianamålningar i taket eftersom detta är ett sommar- och jaktslott. 
Det spanska tronföljdskriget år 1704 fördröjde färdigställandet av slottet, och arbetet återutogs först 10 år senare, nu med en ny arkitekt, Joseph Efner, son till en trädgårdsmästare i Dachau. Kavaljersflyglar, stallar, orangeri, och paviljongerna Pagodenburg och Badenburg, samt Magdalenenklause tillkom.

### Under Karl Albrecht 1726–1745
Kurfursten Karl Albrecht av Bayern, från år 1742 kejsare Karl VII av tysk-romerska riket, färdigställde "Carlstadt" halvcirkeln av byggnader som omger förgården till slottet, bland annat den hitflyttade porslinsfabriken som grundats av Max II Joseph av Bayern i Neudeck in der Au, dammar och en fontän, samt byggnaderna som löper längs kanalen som utgår från Nymphenburg i riktning mot floden Würm och München. 
På 1730-talet uppförde François de Cuvilliés den äldre lustslottet Amalienburg i slottsparken.
Dessa byggnader, tänkta för hantverkare, köpmän och konstnärer med stöd från hovet, och viss skattefrihet, vilka byggde hus och gårdar med egna kostnader, men måste följa strikta byggnadsplaner så att de inte störde harmonin och helhetsintrycket.

### Under Max III Joseph 1745–1777
Kurfursten Max III Joseph färdigställde tidigare påbörjade byggnader, renoverade ett antal andra, och smyckade parken med vita marmorstatyer.

### Under Karl Theodor 1777–1799
Kurfursten Karl Theodor av Bayern färdigställde gallerierna mellan huvudbyggnaden och sidoflyglarna, samt öppnade 1792 parken för besökare.

### Under Max IV Joseph 1799–1826
Efter att Napoleon I utropat Bayern som kungadöme, tillbringade kungen Max I av Bayern stor del av sin tid här, där han också dog. Därför utformades också kungens och drottningens rum mer för permanent boende, många av möblerna byttes ut, och Nymphenburg blev ett av de modernare residenserna under tidigt 1800-tal.

## Slottsparken
Slottsparken utformades år 1671 till en början med fontäner, symmetriska vägar och gångar. År 1733 inneslöts den av en mur, och under tidigt 1800-tal omformades parken av landskapsarkitekten Friedrich Ludwig von Sckell till en engelsk park med fria ytor, dammar och bäckar som gav en friare karaktär. Vid orangeriet finns en restaurang och café. Bl.a. serveras här den klassiska schwabiska maträtten Käsespätzle.
Slottsparken hålls öppen till minst 18.00 under december, övriga månader betydligt längre, och det är gratis inträde.

## Kommunikationer
Spårvagn linje 17 från München Hauptbahnhof till hållplats Nymphenburg Schloss.